# Hans Stille

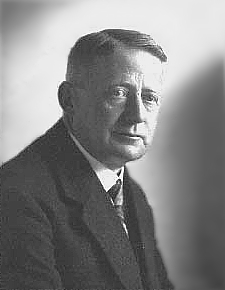
Hans Stille, 1941

Hans Stille, född 8 oktober 1876 i Hannover, död där 26 december 1966, var en tysk geolog.
Stille blev 1912 professor vid universitetet i Leipzig och chef för Sachsens geologiska undersökning, från 1913 professor i geologi och paleontologi i Göttingen. Hans mest betydande arbeten faller inom tektonikens område. Särskilt framhöll han sammanhanget emellan geosynklinaler, d.v.s. områden med mäktiga sedimentära avsättningar, som är stadda i sekulär sänkning, och bergskedjezoner: den veckning, som ger upphov till bergskedjor, är bunden vid zoner för stark sedimentation och är att betrakta som en revolution, ett avbrott i områdets lugna sedimentära evolution. Han utgav bland annat det sammanfattande verket Grundfragen der vergleichenden Tektonik (1924).